# 藍緣豬齒魚
藍緣豬齒魚，為輻鰭魚綱鱸形目隆頭魚亞目隆頭魚科的其中一種，分布於印度西太平洋區，從斯里蘭卡至澳洲昆士蘭，北起琉球群島、南迄新喀里多尼亞海域，體長可達70公分，棲息外海礁坡的碎食區，屬肉食性，以軟體動物為食，生活習性不明，可作為觀賞魚。

## 擴展閱讀
維基物種上的相關：藍緣豬齒魚